# Goodbye Deponia
Goodbye Deponia (с англ. — «Прощай, Депония») — приключенческая игра 2013 года, созданная Daedalic Entertainment, являющееся третьей игрой в серии Deponia. Позже игра вошла в состав Deponia: The Complete Journey.

## Синопсис
Антигерой Руфус  живёт на планете Депония, которая является ничем иным, как свалкой. Он по-прежнему хочет стать жителем летающего города Элизиум. Кроме того, он хочет остановить Органон. Эта военная организация обманула правительство Элизиума, сказав им, что Депония больше не заселена, и было бы лучше взорвать планету. Руфус получает помощь от пирата Бозо и движения сопротивления.

## Сюжет
На пути к верхней станции Бозо, Руфус и Гоал застревают на крейсере «Органон» позади них. Пытаясь спасти Гоал, Руфус встречает Барри, его самого большого поклонника, который хочет понаблюдать за Руфусом в действии. Руфус освобождает Гоал, уничтожая в процессе корабль Бозо.
Руфус, Гоал, Док и Бозо вынуждены идти пешком к верхней станции восхождения в Порта-Фиско. На ночь они остаются в отеле. Там Док и Бозо создали лабораторию, чтобы в конечном итоге можно было объединить три личности Гоал. Док и Бозо обманывают Руфуса, говоря ему, что он должен искать важный объект (в то время как они думают, что его не существует).
Тем временем Аргус отправляет Клитуса и Оппербота на миссию, чтобы найти цель, после того как они заметили, что захватили Донну вместо Гоал. Руфус узнаёт, что у Клитуса есть важный объект в его комнате. Оказавшись в комнате, он возвращается в лабораторию, но, похоже, операция уже успешно завершена. Разъярённый Руфус покидает лабораторию и сталкивается с Аргусом, который только что прибыл с Донной. После некоторой игры в прятки Руфус (в настоящее время одетый в одежду Клитуса) может убедить Аргуса в том, что он Клитус (Руфус и Клитус похожи друг на друга). Замаскированная Гоал претендует на роль Донны. План срабатывает, и Аргус доставляет их на последний крейсер «Органон» в Порта-Фиско.
На борту крейсера Руфус снимает маскировку, прежде чем его предупреждают о камерах в комнате. Он пытается стереть отснятый материал, и в ходе этого процесса Аргус допрашивает Гоал. Руфус пробирается внутрь пыточного робота, в то время как Аргус раскрывает свой план по завоеванию Элизиума и хочет, чтобы Гоал была рядом с ним. К большому удивлению Гоал и Руфуса, Аргус снимает шлем, чтобы показать, что он также похож на Руфуса. Руфус пытается освободить Гоал, нажимая случайные кнопки, но заканчивает это тем, что вводит ей смертельный выстрел яда. Когда Гоал умирает, она признаётся в своей любви к Руфусу. Разозлившись, Аргус выбрасывает за борт бота (не зная, что Руфус внутри).
Руфус оказывается в комнате, похожей на учебную комнату в каждой игре. Он верит, что комната — это ад, потому что он был убит дробилкой и вернулся в комнату. Дальнейшее расследование показывает, что комната на самом деле является комнатой клонирования. Руфусу удаётся пройти мимо машины и найти человека, похожего на Смерть. Руфус следует за человеком и узнаёт, что его зовут Гермес. Гермес признаёт, что он ответственен за ситуацию, в которой оказался Руфус. Он обнаружил планету Утопию и убедил Элизиум летать туда. Он и власти Элизиума, придумали уничтожить Депонию, забыв, что на планете до сих пор живут люди. Он также создал линию рабочих-клонов для выполнения этой работы. Гермес объясняет, что Руфус, Клитус и Аргус — последние живые прототипы клонов. Руфус приходит в бешенство и разрушает объект.
Внезапно мёртвая женщина падает с неба. Руфус узнаёт Гоал и хочет спросить Гермеса, есть ли способ клонировать её. Однако Гермес только что покончил жизнь самоубийством, поэтому Руфус должен сначала клонировать его. В результате Гоал тоже успешно клонируют. Тем не менее, она возвращается, как ребёнок, и падает в канализацию. У Руфуса есть три проблемы, которые должны быть решены одновременно: спасти маленькую девочку, предотвратить вторжение Органона в Элизиум и предотвратить взрыв Депонии. Вот почему он дважды клонирует себя, и означает, что теперь есть три «Руффи».
Первый Руфус оказывается на борту последнего крейсера «Органон», а два других оказываются в штабе сопротивления. Они обнаруживают, что капитан Сигал все ещё жив и является новым лидером. Он планирует стрелять из пушки в Элизиум, чтобы предотвратить уничтожение Депонии. Один Руфус убеждает его отложить атаку, пока он не сможет состарить Гоал до взрослого состояния. Сигал надеяться, что Руфус потерпит неудачу. Руфус делает взрослой малышку Гоал, но на самом деле оказывается, что она клон Донны, а не Гоал. Сигал требует, чтобы Руфус сдался и угрожает одному из клонов оружием. Упоминание, умершей приёмной матери Руфуса подталкивает Сигола к стрельбе из пистолета. Другие участники сопротивления вмешиваются, и выстрел вместо этого наносит удар по другому клону.
Тем временем Руфус на крейсере работал с Клитусом (которого он принимает за одного из других клонов Руфуса). Он делает открытие, что Гоал была спасена после инцидента со смертельным уколом. Она была выброшена из крейсера, и Руфус следует за ней на Оппербот. В штаб-квартире Руфус оплакивает смерть другого Руфуса. Сигал готовится убить Руфуса, когда Руфус верхом на Опперботе врезается в него, убивая их обоих. Последний оставшийся Руфус воссоединяется с Гоал и приносит извинения ей и всем за то, что обрёк их всех на смерть. Однако Гоал убеждает всех дать Руфусу ещё один шанс, указав, что благодаря ему Депония ещё не уничтожена. Сопротивление спрашивает у Руфуса ещё одну безумную идею. Руфус решает, что все они втиснутся в машину внутри пушки и выстрелят в крейсер.
План реализуется успешно, Руфуса принимают за Аргуса и доставляют к Улиссу, лидеру Органона. Аргус, который также был на корабле, показывает, что как только его армия достигнет Элизиума, он использует её, чтобы захватить власть. Улисс, не желает получить переворот, останавливает капсулу, пока они все ещё находятся в зоне взрыва, в надежде спасти свою дочь Гоал, которая, по его мнению, находится в Элизиуме. Гоал появляется на мосту, в надежде убедить своего отца остановить разрушение Депонии. Однако необратимый процесс детонации уже начался.
Руфус убеждает Аргуса и Клитуса сотрудничать, чтобы уничтожить передатчик сигнала бомбы, в то время как люди на Высоком катере убегают в Элизиум, взбираясь по проводам. Аргус обманывает Клитуса, и после остановки передатчик пытается заставить Руфуса присоединиться к нему в его плане захватить Элизиум. Клитус возвращается и атакует Аргуса, в результате чего все трое застряли в роторе, который уравновешивает крейсер. Их находит Гоал, которая может спасти только одного из них. Она решает спасти только Руфуса, но, поскольку эти трое носят одинаковую одежду, она не знает, кто из них Руфус на самом деле.
В конечном счёте, Руфус говорит Гоал, что он Клитус и позволяет вернуться к Депонии. Гоал спасает Клитуса, а Барри следует за Руфусом, поздравляя его с самоотверженной деятельностью и спасением всех.
Гоал забирает «Руфуса» в совет Элизиума. Совет обеспокоен: из-за новой ситуации Элизиум перенаселён и ресурсов не хватает. Вот почему они намерены уничтожить Элизиум и вернуться в Депонию. Гоал говорит совету выслушать совет «Руфуса». С этого момента Клитус решает отказаться от своей прежней личности и жить как Руфус. Затем Гоал покидает сцену и выходит на площадку с видом на Депонию. Она вздыхает, намекая на то, что знала, что выбрала Клитуса, а не Руфуса. Не раскрыто, пережил ли настоящий Руфус падение или нет.

## Критика и отзывы
| Сводный рейтинг    | Сводный рейтинг |
| Агрегатор          | Оценка          |
| ------------------ | --------------- |
| GameRankings       | 74,24 %         |
| Metacritic         | 80/100          |
| Иноязычные издания |                 |
| Издание            | Оценка          |
| GameStar           | 91/100          |

Издание Gameswelt поставило оценку 9/10. Немецкий филиал PC Games поставил игре 9/10. Издание 4Players поставило игре 85 %. Издание Adventure Gamers поставило игре 4/5.
Немецкое издание Golem.de объявило Goodbye Deponia коммерческим хитом. Игра дебютировала на первом месте в еженедельном рейтинге продаж компьютерных игр GfK Entertainment Charts и продалась примерно в 10000 единиц копий за первые семь дней в Германии, Швейцарии и Австрии.
Половина этих продаж приходилась на интернет-магазины, такие как Steam. Карстен Фихтельманн из Daedalic Entertainment отметил, что эти цифры были рекордными, и что приключенческая игра впервые за 15 лет вышла на первое место в недельных графиках продаж немецкого рынка.
По словам Daedalic, Goodbye Deponia достигла больших продаж в мире на первой же неделе. Игра была хорошо воспринята критиками. По состоянию на октябрь 2015 года игра получила оценку на Metacritic в 80/100 по 34 обзорам и 74,24 % на сайте GameRankings по 17 обзорам.
Adventure Gamers в качестве своего вердикта про Goodbye Deponia пишет следующее: «Трилогия Deponia очень хороша. Если вам нравятся комедийные игры в стиле LucasArts, эта серия — и особенно финальная игра — обеспечит часы увлекательного времяпрепровождения».
Игра победила в номинации «Квест года» (2013) журнала «Игромания».
Летом 2018 года, благодаря уязвимости в защите Steam Web API, стало известно, что точное количество пользователей сервиса Steam, которые играли в игру хотя бы один раз, составляет 168 319 человек.